# 인천산곡초등학교
인천산곡초등학교(仁川山谷初等學校)는 대한민국 인천광역시 부평구 산곡1동에 있는 공립 초등학교이다.

## 학교 연혁
- 1949년 4월 5일 인천부평서초등학교 산곡분교장 설립
- 1953년 10월 10일 인천산곡국민학교 승격
- 1955년 3월 25일 제1회 졸업식 거행
- 1966년 2월 23일 본관 층 2316㎡ 신축 준공
- 2002년 3월 2일 본관교사 신축 입주
- 2011년 8월 11일 오케스트라 관현악실 조성

## 참고 자료
- 인천산곡초등학교 - 한국교육학술정보원 학교알리미